# Machaerium oxyphyllum
Machaerium oxyphyllum är en ärtväxtart som beskrevs av Michel Gandoger. Machaerium oxyphyllum ingår i släktet Machaerium och familjen ärtväxter. Inga underarter finns listade i Catalogue of Life.